# Agoliinus hatchi
Agoliinus hatchi är en skalbaggsart som beskrevs av Hatch 2007. Agoliinus hatchi ingår i släktet Agoliinus och familjen Aphodiidae. Inga underarter finns listade i Catalogue of Life.